# Club mini
Club mini est une émission de télévision française pour la jeunesse diffusée du 20 mars 1990 au 20 janvier 1996 sur TF1. Elle était présentée par Ariane et Jacky du Club Dorothée.

## Historique
Depuis plusieurs mois TF1 et le Club Dorothée sont la cible de critiques concernant la violence de certains mangas et le manque d'investissement dans la création française. En 1989, le CSA impose de nouveaux quotas de productions à destination des programmes jeunesse. Au départ, Club mini produit en interne par TF1 permet donc à la chaîne de diffuser des dessins-animés européens et français afin de respecter ces quotas.
Quotidienne
L'émission naît le 20 mars 1990 sous un format quotidien diffusé à 6 h 30, avec une durée de 30 minutes. La quotidienne perdure jusqu'au 15 janvier 1991 avant de disparaître à la suite de l'éclatement de la Guerre du Golfe. Les audiences pouvaient varier de 15 à 30 % et réalisait entre 100 000 et 150 000 téléspectateurs. À la rentrée 1991, la quotidienne laisse sa place au Club mini Zig zag produit en interne par TF1, et diffusé 1 heure avant l'émission Avant l'école.
Le week-end
L'émission revient le 21 septembre 1991 sous le format bi-hebdomadaire produit par AB Productions, et diffusant des dessins animés japonais, américains non violents. Les audiences sont en hausse et l'émission dure 30 minutes le samedi et 35 minutes (20 minutes au début) le dimanche. Lors de la saison suivante, l'émission du samedi voit son temps doubler et l'émission du dimanche raccourcit, puis disparaît le 3 janvier 1993.
L'émission du samedi disparaît le 20 janvier 1996 pour laisser place au Club Dorothée qui rediffuse les mêmes dessins animés.

## Dessins animés
- Alice au Pays des Merveilles
- Blondine au pays de l'arc-en-ciel
- Bof !
- Bouton d'Or (Button Nose (en))
- Bécébégé
- Candy
- Creamy, adorable Creamy
- Dame Boucleline et les Minicouettes
- Ferdy (Ferdy the Ant (TV series) (en))
- Flo et les Robinson suisses
- Le Manège enchanté
- Le Piaf
- Le Roi Léo
- Les Amichaines
- Les Bisounours
- Les Fruittis
- Les Minipouss
- Les Popples
- Les Quatre Filles du docteur March (1987)
- MASK
- Mofli
- Pole Position
- Sally la Petite Sorcière
- Sherlock Holmes
- Snorky
- Sophie et Virginie
- Wattoo Wattoo